# دهستان صفائیه (نجف‌آباد)
دهستان صفائیه نام دهستانی در بخش مرکزی شهرستان نجف‌آباد، استان اصفهان در ایران است.

## جمعیت
براساس سرشماری مرکز آمار ایران در سال ۱۳۸۵، جمعیت آن ۹۲۱ نفر (۲۶۸ خانوار) بوده‌است.